# Col du Perthus (Centraal Massief)
De Col du Perthus is een 1309 meter hoge col in het Centraal Massief. De col maakt onderdeel uit van de Monts du Cantal en ligt in het departement Cantal. De pasweg verbindt de twee parallelle rivierdalen van de Cère en de Jordanne.

## Beklimmingen in de Ronde van Frankrijk
Volgende renners waren als eerste over de top in de Ronde van Frankrijk:
- 2011:  Johnny Hoogerland
- 2016:  Greg van Avermaet
- 2024:  Tadej Pogačar